# 罗切斯特地铁
罗切斯特地铁（英語：Rochester Subway），簡称RSB，或称罗切斯特工业快速轨道交通，是从1927年到1956年在美国纽约州罗切斯特运营的一条地铁线路。从流传到今日的照片观察，该系统实际上是使用的轻轨车辆，类似于波士顿地铁的绿线，但相当部分轨道都位于地下。该线路全线无平交，拥有独立路权。

## 引用
1. ↑  Mercer, Laurie. . Construction Equipment Guide. October 31, 2007  [January 8, 2008].[]